# Cadereyta Jiménez
Cadereyta Jiménez  é um município do estado de Nuevo León, no México.
Em 2005, o município possuía um total de 73.746 habitantes.